# Fibra muscular intrafusal

Um fuso muscular

Fibras intrafusais são fibras musculares localizadas no interior do fuso muscular, cuja função é gerar sinais para o controle muscular. Recebem este nome para diferenciá-las das fibras extrafusais, que são todas as fibras musculares geradoras de força, que se encontram fora do fuso. As fibras intrafusais são inervadas por motoneurônios gama, enquanto as fibras extrafusais são inervadas por motoneurônios alfa.
É pelas informações obtidas das fibras intrafusais pelas fibras sensoriais Ia e II, e transmitidas para o sistema nervoso central, que um indivíduo é capaz de julgar a posição de seu músculo e a velocidade com que ele está mudando.